# Música de Mónaco
Mónaco es una ciudad estado independiente ubicada en el sur de Francia, a lo largo de la costa mediterránea.El país ha estado durante mucho tiempo bajo el control de la dinastía Grimaldi, que han alentado el desarrollo musical del pequeño país. El príncipe Rainiero III introdujo el Premio de Composición Musical Príncipe Rainiero III para recompensar a los músicos monegascos más destacados.
La Orquesta Filarmónica de Montecarlo (en francés: Orchestre Philharmonique de Montecarlo) fue fundada en 1863 y ha ganado un lugar permanente en el Palacio Garnier desde 1879. La Orquesta es muy prominente en el mundo clásico, y ha sido conducida a través del tiempo por Igor Markevitch , Lovro von Matacic , Paul Paray, Lawrence Foster, Gianluigi Gelmetti y Louis Frémaux, entre otros.
Los pequeños cantores de Mónaco (en inglés: Little Singers of Monaco) son un coro de niños fundado en 1973, cuando al Maestro de Capilla Palatine, Philippe Debat , le fue encargado por el gobierno organizar un coro de niños y viajar con ellos a través del mundo. Esta práctica continúa como una tradición desde el reinado del príncipe Antoine I , durante cuyo gobierno un coro de niños cantó la liturgia en la Capilla Palatina. 